# Guaraciaba do Norte
Guaraciaba do Norte este un oraș în statul Ceará (CE) din Brazilia.